# Roseateles asaccharophilus
Roseateles asaccharophilus ist eine Bakterien-Gattung aus der Familie der Comamonadaceae, die zur Ordnung der Burkholderiales gehört. Es handelt sich um gramnegative, stäbchenförmige Bakterien. Der Katalase-Test fällt negativ aus, der Oxidase-Test positiv. Sie sind durch ein einzelnes polares Flagellum beweglich und kommen im Wasser vor.
Roseateles asaccharophilus zeigt gutes Wachstum mit Gluconat und Phenylacetat. Es ist nicht in der Lage, Zucker zu verwerten. Daher der Artname R. asaccharophilus, er bedeutet so viel wie "nicht zuckerliebend".

## Systematik
Roseateles asaccharophilus wurde 2010 von Margarita Gomila und Mitarbeitern erstbeschrieben. Zu diesem Zeitpunkt wurde es als Kinneretia asaccharophila zu der neu geschaffenen Gattung Kinneretia gestellt. K. asaccharophila war die einzige beschriebene Art der Gattung. Spätere Untersuchungen führten zu der taxonomischen Umstellung zur Gattung Roseateles.